# Paasheuvel (Vierhouten)
De Paasheuvel is het voormalige kamphuis en kampeerterrein van de Arbeiders Jeugd Centrale (A.J.C.), gelegen op een heuvel (de Paasheuvel) aan 't Frusselt in het Veluwse dorp Vierhouten.

## Ontstaan
In 1922 werd door de A.J.C. een kale heuveltop op de heide in Vierhouten aangekocht. Dit terrein was ongeveer één hectare groot. De heuvel stond volgens de toenmalige Vierhouter bevolking bekend onder de naam “De Paasheuvel”, omdat er in vroeger tijden met Pasen vuren op de top werden gestookt. Op en rond de heuvel werden tentenkampen ingericht, waar de A.J.C.-ers gedurende hun vakantie verbleven.
In juni 1923 werd er op deze heuveltop het kamphuis "Paaschheuvel" gebouwd, dat in december feestelijk in gebruik werd genomen. De leden van de A.J.C. hadden het kamphuis zelf bekostigd, door het plakken van zegels van twee en een halve cent (de zogenaamde Kampfondszegels). Het kamphuis werd ontworpen door architect J.H. Mulder.
Het kamphuis “De Paaschheuvel” was de trots van de A.J.C. Margot Vos schreef er het volgende lied over:
Voor ’t donkere bosch, aan de wijde hei.
Machtig beschermd en toch eindloos vrij.
Tusschen de rust en het naaldgeruisch,
Rijst onze woning, ons makkerhuis.

## Latere geschiedenis
In 1928 is een tweede kamphuis gebouwd 'Het Rode Nest'. Voor het geven van voorstellingen en optredens werd in 1937 een groot openluchttheater aangelegd. Dit theater ligt er nu nog steeds en er hebben in de loop der jaren veel mensen opgetreden. Daaronder waren ook enkele nationale beroemdheden, zoals Dorus. In 1938 is de houten evenementenhal 'De Zonnehal' toegevoegd aan het complex. Van 1973 tot 1995 werd op de Paasheuvel de Pinksterconferentie van Stichting Opwekking gehouden op de camping. 
In 1983 werd aan de voet van de Paasheuvel een groot logeergebouw neergezet. In 1998 werd een deel van De Paasheuvel omgebouwd tot restaria (restaurant-cafetaria) en een deel tot kantoor. In 2001 werd De Paasheuvel samen met het Rode Valkennest en de Zonnehal aangewezen als rijksmonument. Ook de openluchttheaters vallen onder deze rijksmonumentbenoeming.
Enkele jaren later gaat de Stichting Paasheuvelgroep samen met de  Stichting Jeugdbuitenverblijven. De nieuwe groep die verder gaat onder de naam Paasheuvelgroep richt zich vooral op de verhuur van groepsgebouwen. Enkele campingterreinen (in onder meer Brabant) worden verkocht. Op de Paasheuvel zelf moeten 24 nieuwe groepsgebouwen gebouwd worden, maar geldgebrek hindert de planning. Eind 2017 wordt bekendgemaakt dat de Paasheuvelgroep een deel van het Paasheuvel-terrein in Vierhouten verkoopt aan de VDB recreatiegroep uit Ermelo. Die firma is eigendom van de familie Van den Broek. De nieuwe naam van het overgenomen deel wordt Heidepark Veluwsch Karakter.
In 2007 was de geheel uit hout vervaardigde Zonnehal in slechte staat en wordt sindsdien gepoogd het achterstallige onderhoud weg te werken.

## Galerij

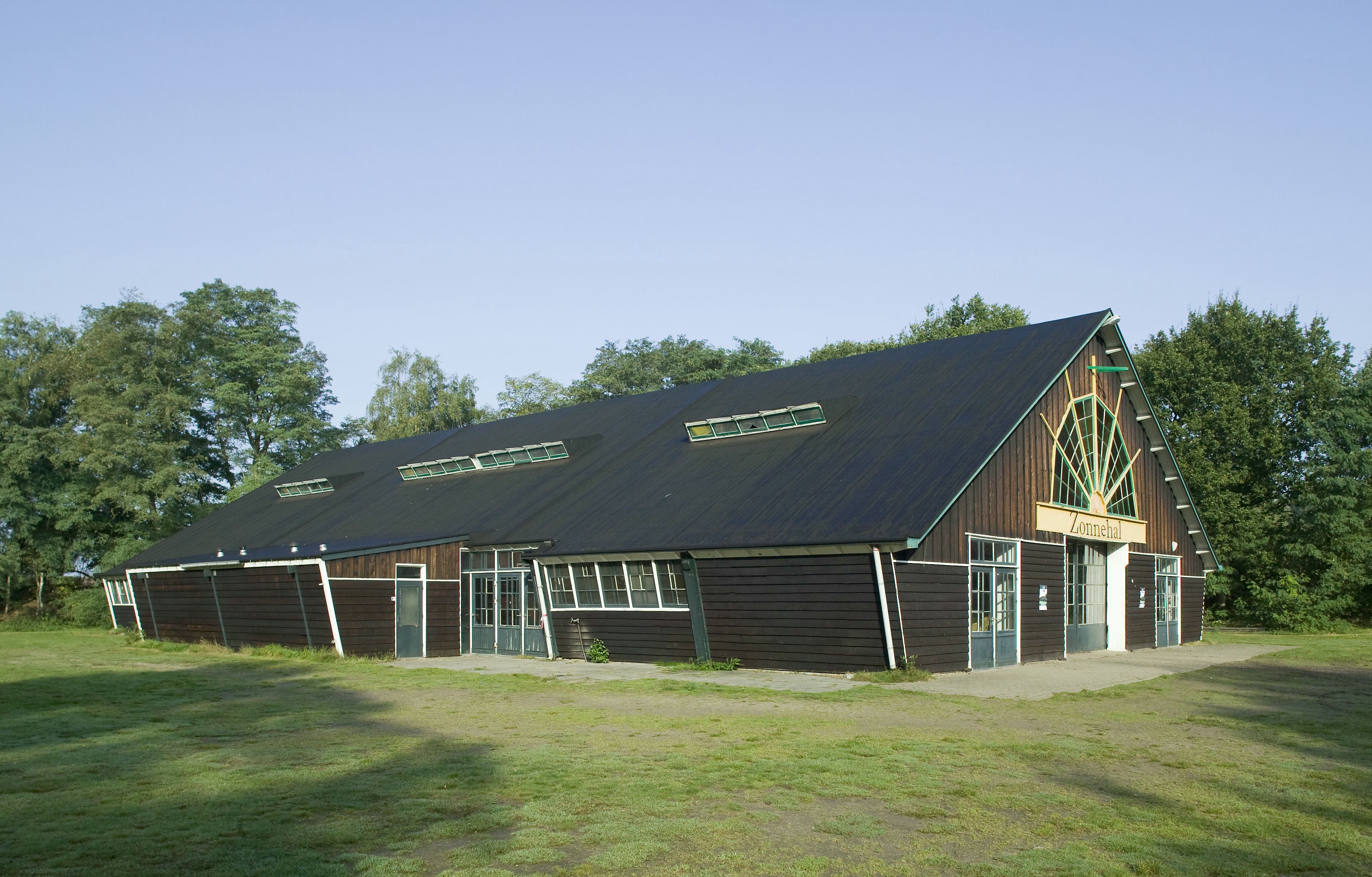
Zonnehal
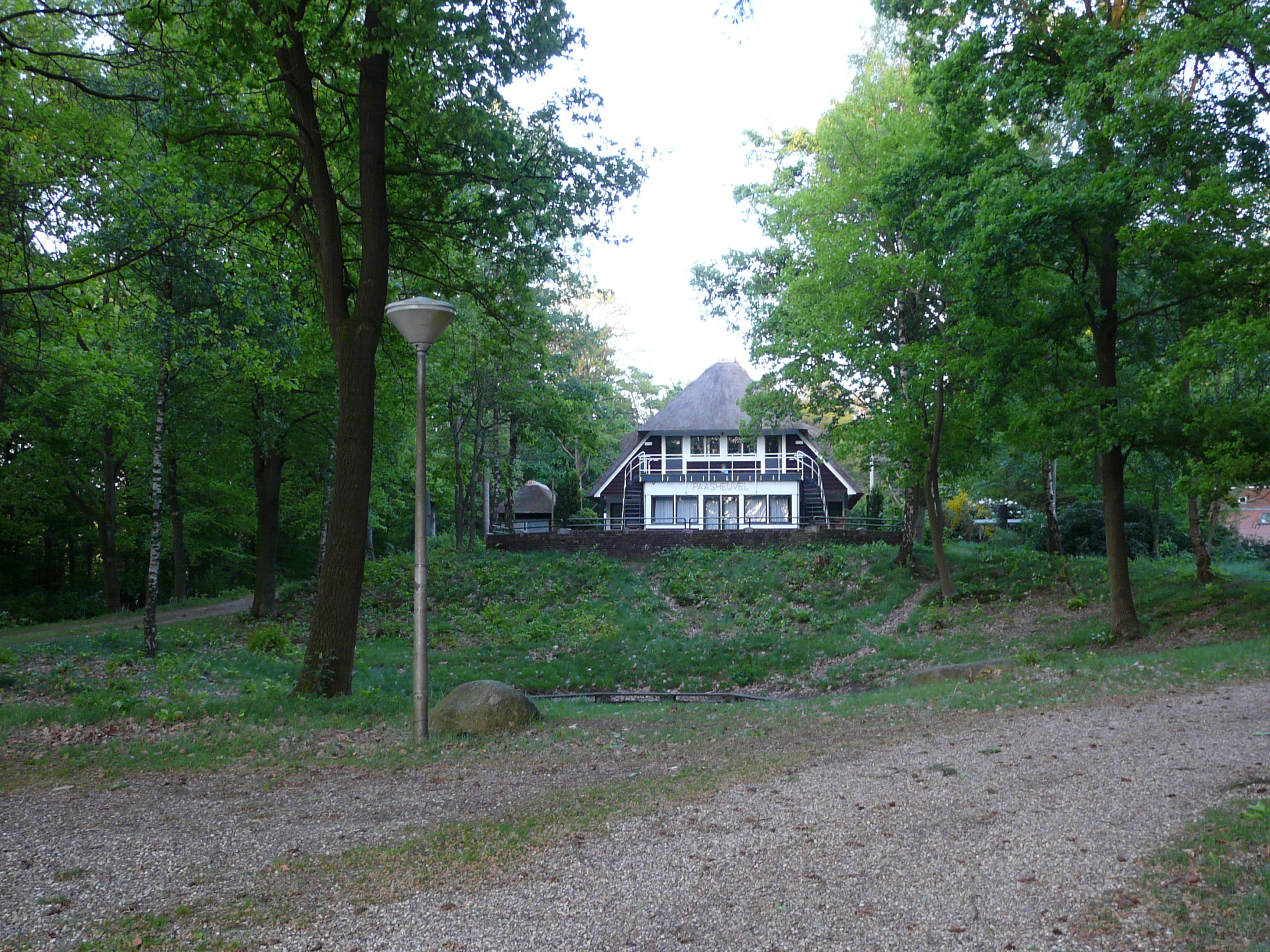
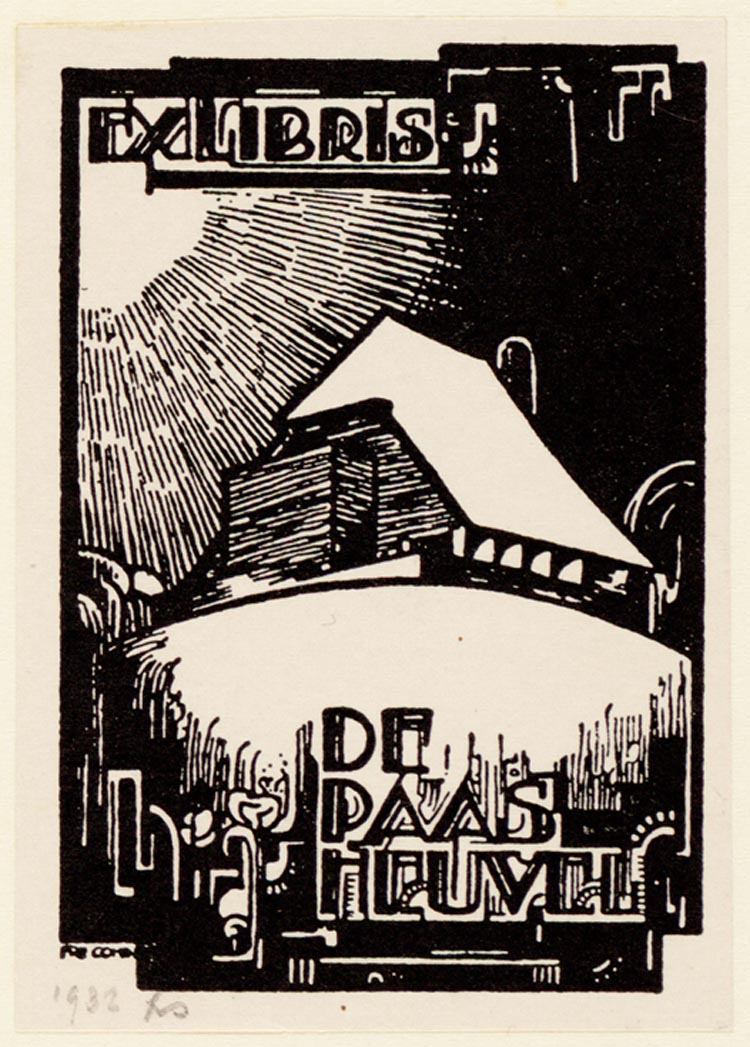
Ex libris door Fré Cohen
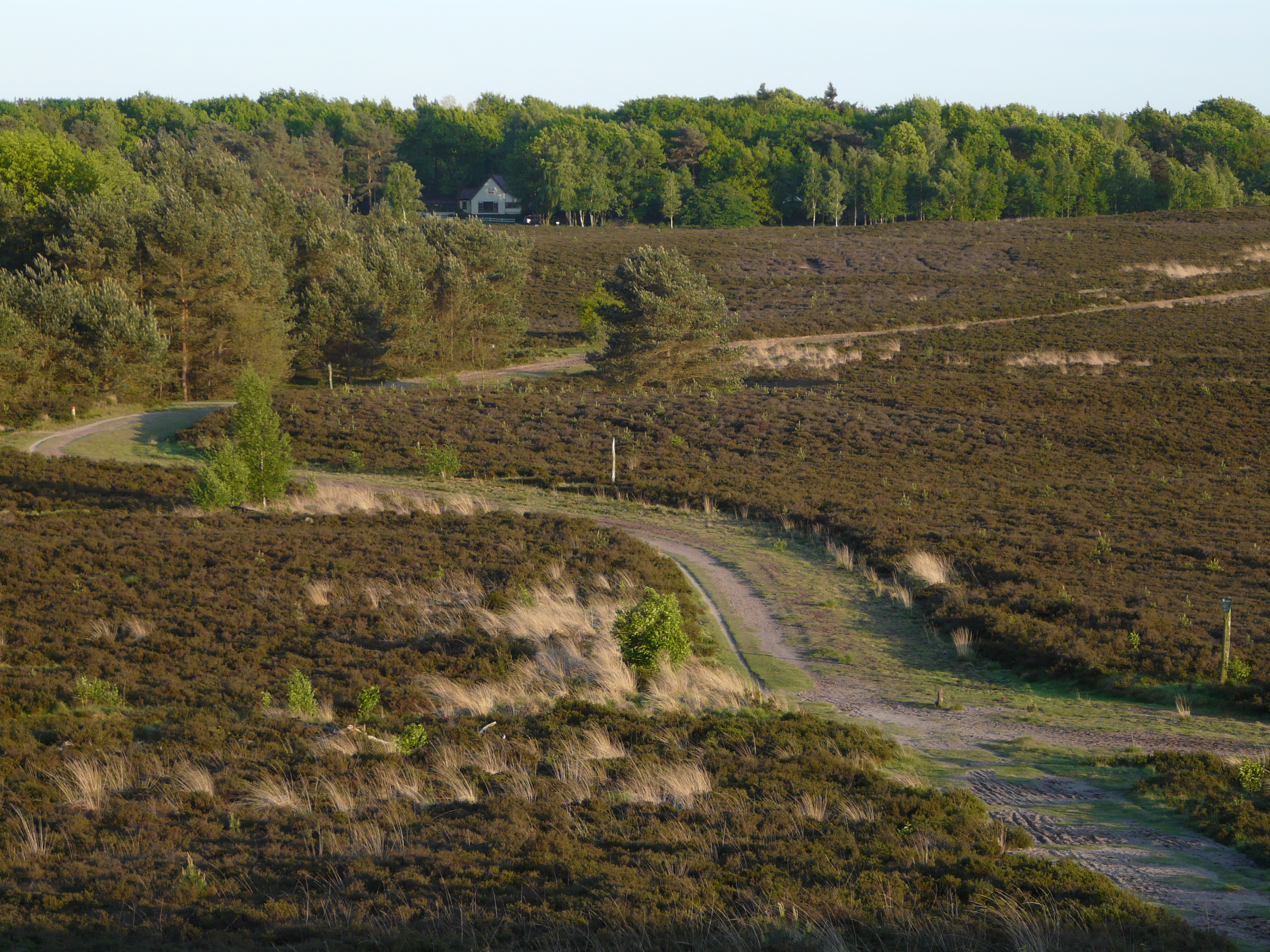
Heide achter de Paasheuvel